# 371年
| 千纪： | 1千纪                                                                                           |
| 世纪： | 3世纪 \| 4世纪 \| 5世纪                                                                         |
| 年代： | 340年代 \| 350年代 \| 360年代 \| 370年代 \| 380年代 \| 390年代 \| 400年代                       |
| 年份： | 366年 \| 367年 \| 368年 \| 369年 \| 370年 \| 371年 \| 372年 \| 373年 \| 374年 \| 375年 \| 376年 |
| 纪年： | 辛未年（羊年）；东晋太和六年，咸安元年；前凉升平十五年；代国建国三十四年；前秦建元七年          |

## 大事记
- 中国
  - 三月，姚萇與苻雅、楊安、王統、徐成及朱彤等討伐據有仇池的氐王楊纂，楊纂向前秦投降，被迫遷往長安，前仇池滅亡。
  - 桓溫率军擊敗前秦援軍，並攻陷寿春，俘斩袁真子袁瑾。
  - 大司馬桓温废晉廢帝司马奕为东海王，改立晉元帝的少子晋简文帝司馬昱，族誅陳郡殷氏、潁川庾氏兩家三支士族，貶斥武陵王為庶人。
- 朝鮮半島
  - 百濟近肖古王襲擊高句麗最大城市平壤（前樂浪郡），並在戰場上殺死了高句麗故國原王。
  - 高句麗故國原王之子小獸林王繼位為高句麗第17任君主。。

## 出生
- 魏道武帝拓跋珪，南北朝時代北魏开国皇帝（409年11月6日去世）。

## 逝世
- 故國原王，高句麗第16任君主。